# Heteroscyphus darjeelingensis
Heteroscyphus darjeelingensis là một loài Rêu trong họ Geocalycaceae. Loài này được A. Srivast. & S.C. Srivast. mô tả khoa học đầu tiên năm 2002.